# Comuna Hodoš
Hodoš (Občina Hodoš) este o comună din Slovenia, cu o populație de 356 de locuitori (2002).

## Localități
Hodoš, Krplivnik